# Blåklettane
Blåklettane är en bergstopp i Antarktis. Norge gör anspråk på området. Toppen på Blåklettane är 2 127 meter över havet.
Terrängen runt Blåklettane är platt söderut, men norrut är den kuperad. Trakten är glest befolkad. Det finns inga samhällen i närheten.